# Chief (album)
Chief è il terzo album in studio del cantante country statunitense Eric Church, pubblicato nel 2011.

## Tracce
1. Creepin' – 3:52
2. Drink in My Hand – 3:11
3. Keep On – 2:38
4. Like Jesus Does – 3:18
5. Hungover & Hard Up – 2:53
6. Homeboy – 3:47
7. Country Music Jesus – 3:52
8. Jack Daniels – 5:04
9. Springsteen – 4:23
10. I'm Gettin' Stoned – 4:02
11. Over When It's Over – 2:39
12. Lovin' Me Anyway (Bonus Track) – 3:29

## Classifiche
| Classifica (2011) | Posizione raggiunta |
| ----------------- | ------------------- |
| Stati Uniti       | 1                   |